# حسن ديالو
حسن ديالو هو لاعب كرة قدم تشادي في مركز الوسط، ولد في 17 أبريل 1989 في بول في تشاد. شارك مع منتخب تشاد لكرة القدم.

## وصلات خارجية
- حسن ديالو على موقع ناشيونال فوتبول تيمز (الإنجليزية)